# Micrathena pungens
Micrathena pungens är en spindelart som först beskrevs av Charles Athanase Walckenaer 1842.  Micrathena pungens ingår i släktet Micrathena och familjen hjulspindlar. Inga underarter finns listade i Catalogue of Life.